# Can't Take That Away (Mariah's Theme)
Singles de Mariah Carey
Thank God I Found You
(2000) Against All Odds (Take a Look at Me Now)
(2000)
Can't Take That Away (Mariah's Theme) est une chanson de l'artiste américaine Mariah Carey. Elle sort en single le 6 juin 2000 sous le label Columbia Records. Elle est écrite par Carey et Diane Warren puis produite par Carey et Jimmy Jam et Terry Lewis pour le septième album studio de Carey, Rainbow (1999). Il est le troisième single et sort en double face A avec Crybaby. La chanson est une ballade, elle mélange pop et R&B et inclut plusieurs instruments comme le violon, le piano et l'orgue. La chanson parle d'une force intérieure qui empêchent les autres de détruire ses propres rêves.
La chanson reçoit de bonnes critiques. La plupart d'entre eux complimentent les paroles et la voix de Carey. Cependant, la chanson ne rencontre pas de succès commercial à cause d'une promotion très limitée. Elle est au centre d'une polémique entre Carey et son label Sony à cause de cette promotion trop faible. Elle n'atteint pas le top 20 en Wallonie ni aux Pays-Bas par contre, elle atteint la quatrième place au Canada. À cause des règles du fonctionnement du Billboard à ce moment-là, la chanson ne peut pas entrer dans le Hot 100 mais atteint la sixième place du classement dance.
Il y a deux clips pour Can't Take That Away (Mariah's Theme). Les deux présentent cinq fans qui racontent leurs histoires sur les douleurs et les abus de leur enfance et disent en quoi la chanson les a inspirés. Un grand écran est positionné à côté de Carey tout au long de la vidéo et s'inspire d'autres histoires d'athlètes. La fin change dans les vidéos, l'une se termine sur un balcon en plein milieu d'une ville et l'autre devant une grande fenêtre ouverte. Carey interprète la chanson au The Today Show et The View ainsi que dans les tournées Rainbow World Tour (2000) et Charmbracelet World Tour (2002-2003).

## Genèse
Selon Carey, écrire Can't Take That Away (Mariah's Theme) l'a aidé à traverser des moments difficiles avec son label et quand elle s'est sentie bafouée par les autres. Durant les premières sessions d'enregistrement de l'album, Carey dit qu'elle a senti de la pression pour terminer Rainbow le plus vite possible car c'était le dernier album de son contrat avec Columbia Records. Durant ces moments difficiles et sa séparation avec son manager Tommy Mottola, elle commence à écrire et chanter une chanson qui pourrait l'aider à surmontrer ces passages et veut transmettre le même message à ses fans. Carey pense qu'elle pourrait devenir un hymne pour ses fans et ses auditeurs qui ont des difficultés dans leur vie et se reconnaîtraient dans cette chanson. Durant l'enregistrement de Mariah Carey Homecoming Special, elle dit à ses fans qu'après la fusillade du lycée Columbine, cette chanson pourrait aider les familles et les amis des victimes à surmonter cette tragédie. C'est pour cette raison que Carey inclut cette chanson dans l'album et décide de sortir un single en 2000.

## Structure musicale
Can't Take That Away (Mariah's Theme) est une chanson lente qui mélange musique pop et R&B. Son instrumentation se compose de violon, piano et d'un orgue. La ballade se situe dans une signature rythmique commune et a un tempo de 52 pulsations par minute. Elle est composée dans une tonalité de La majeur et la gamme vocale de Carey s'étend du Mi2 au Fa4. Bien que la chanson ait été écrite par Carey et Diane Warren, celle-ci ne veut pas partager les droits d'auteur. Même s'il n'y a aucun conflit entre les deux, il y a quand même quelques petits désaccords : Carey reproche à Warren de vouloir souvent répéter des phrases. La seconde chanson qu'ont écrit Carey et Warren est There for Me, disponible sur la face B du single Never Too Far/Hero Medley que Carey enregistre en 2001. Les paroles détaillent une résistance contre les personnes qui rabaissent les autres, et comment surmonter cette lutte avec la foi, le courage, et la puissance de Dieu. Carey explique que les paroles parlent de gens qui se sous-estiment et dépriment, elle essaie de leur remonter le moral : « Il y a une lumière qui brille vivement en moi. Ils peuvent essayer mais ils ne peuvent pas prendre cela en moi ».

## Polémique
Comme pour Butterfly deux ans auparavant, Rainbow devient le centre d'une polémique entre Carey et son label. Après le divorce de Carey avec le directeur de Sony et de Columbia Tommy Mottola, la relation entre Carey et son label se détériore. Après les deux premiers singles, Carey en veut un troisième. Elle propose que ce soit Can't Take That Away (Mariah's Theme) à cause de ses paroles. Cependant, Sony estime que l'album a vraiment besoin d'un single plus urbain et plus rythmique pour attirer les audiences. Cela débouche sur une dispute publique entre eux quand Carey commence à poster des messages sur son site internet mi-2000, informant ses fans sur le scandale et leur demande de réclamer Can't Take That Away (Mariah's Theme) sur les radios. L'un des messages que Carey a laissé est :

« Normalement, beaucoup d'entre vous savent que ma situation dans ma carrière professionnelle n'est pas positive. C'est vraiment, vraiment dur. Je ne sais même pas si ce message vous est destiné car je ne sais pas si vous voulez entendre cela. J'ai reçu beaucoup de réponses négatives par certaines personnes. Mais je ne suis pas prête d'abandonner. »

Les actions de Carey sont critiquées, certains soutiennent son acharnement envers une chanson qui a besoin d'être écoutée tandis que d'autres critiquent le fait qu'elle ait rendue le scandale public. Peu après, Sony change d'avis et décide, après avoir vu les messages de Carey, de trouver un accord avec elle. Craignant de perdre leur meilleure artiste et la meilleure artiste de la décennie, Sony décide sortir la chanson en double face A avec Crybaby. Carey est d'abord contente d'avoir obtenu gain de cause mais découvre que la chanson n'obtient pas une énorme promotion, n'entrant pas dans le classement américain ni dans les autres hit-parades.

## Accueil

### Critique
Can't Take That Away (Mariah's Theme) reçoit de très bonnes critiques. Dans sa critique de Rainbow, Stephen Thomas Erlewine d'AllMusic choisit la chanson dans son top 3. Danyel Smith d'Entertainment Weekly considère la chanson comme le « centre émotionnel de l'album » et écrit : « Elle chante « There's a light in me/That shines brightly ». La chanson (écrite avec Diane Warren et produite avec Jam et Lewis) résonne une nouvelle expérience–une sorte de vérité et d'ascension ». Elysa Gardner de Los Angeles Times pense que la chanson est « sérieusement passionnée » et dit que la voix de Carey est « plus impressionnante » dans la chanson. Amy Linden de Vibe donne un bon avis et estime que la performance vocale de Carey est « émotionnelle » et « gracieuse ». De plus, Linden écrit : « Cela pourrait très bien être la reprise de Hate Me Now de Nas ; elle traverse plusieurs épreuves et malheurs sans être découragée ».

### Commercial
La sortie du single est appuyée par cette polémique entre Carey et Sony Music Entertainment. À cause des règles du Billboard instaurées à l'époque de la sortie du single, Can't Take That Away (Mariah's Theme) ne peut pas entrer dans le Hot 100 au profit de Crybaby, la chanson partage d'ailleurs une double face A avec cette chanson. La chanson entre dans le classement dance et atteint le top 10 de ce hit-parade. À cause de la faible promotion, la chanson ne sort pas avec Crybaby en dehors des États-Unis et ne connaît qu'une promotion par le biais de la radio. Au Canada, la chanson atteint la quatrième place du classement de RPM. Elle atteint la quarantième place du classement wallon. Aux Pays-Bas, Can't Take That Away (Mariah's Theme) atteint la 65e place du hit-parade et passe neuf semaines dans le classement.

## Clips et remixes
Deux clips tournés à New York par Sanaa Hamri accompagnent Can't Take That Away (Mariah's Theme). Plusieurs fans de Carey sont présents dans la vidéo : deux semaines avant le tournage, elle les a invités à envoyer des clips d'eux via son site, leur demandant de raconter leurs moments difficiles et comment la chanson les a inspirés et remontés le moral. Un concours est lancé et finalement, cinq fans sont choisis pour apparaître dans la vidéo. Les clips sont présents dans l'introduction de la vidéo, dans laquelle Carey réagit face aux troubles de ses fans sur l'insécurité, les minorités sociales ou raciales et les victimes de harcèlement.
La première vidéo débute avec un message que Carey dédie à ses fans : « Merci à vous tous d'avoir partagé vos histoires avec le monde ». Par la suite, Carey laisse un autre message à ses fans : « Après chaque orage, si c'est fort, un arc-en-ciel apparaît... ». Cinq témoignages de fans sont présentés, chacun racontant ses propres problèmes. Dans son témoignage, la troisième fille dit : « J'ai quatorze ans, je suis à l'université, il n'y a pas un seul jour où les gens ne se moquent pas de moi à cause de ma couleur de peau. C'est une confidence, n'ait pas peur de rêver ». Après le témoignage de la dernière personne, on voit Carey assise dans un canapé, en train de regarder la télévision. Alors qu'elle chante tristement, elle voit plusieurs messages et évènements sur l'écran. Elle voit Lance Armstrong sur un vélo lors du Tour de France et lit : « Lance Armstrong s'est battu contre le cancer et a gagné le Tour de France en 1999 ». Après la dernière scène, Carey est toujours dans le canapé, les larmes aux yeux. Durant la fint du pont, où elle chante « Certainly the lord will guide me », elle se lève et sort sur un balcon au-dessus de la ville. La pluie commence à tomber tandis que Carey secoue ses bras et pleure. Sa dépression se termine lorsque la pluie s'arrête et que l'arc-en-ciel apparaît, la faisant sourire.
La vidéo reçoit plusieurs critiques car elle contient plusieurs erreurs techniques. Les clips des personnes sur la télévision de Carey sont écrits en noir sur un fond noir et sont difficiles à lire. Il y a aussi des erreurs dans la scène du balcon car la jupe de Carey est à la fois trempée et sèche. Par conséquent, un nouveau clip est complété, il garde les clips de ses fans mais remplace les scènes d'intérieur de Carey un nouveau scénario. Carey est maintenant dans un appartement plus décoré, ne sort pas sous la pluie mais derrière la fenêtre dans son salon. Elle longe plusieurs fenêtres à côté d'une peinture murale de coussins et de chandeliers, chante et secoue ses bras. Comme dans l'autre clip, la tristesse de Carey est résolue avec l'arc-en-ciel à la fin de la vidéo. Plusieurs remixes de Can't Take That Away (Mariah's Theme) sortent uniquement aux États-Unis et dans certains pays. David Morales en produit un qui utilise les paroles originales et les mêmes progressions puis un autre qui contient de nouvelles paroles qui transforment la chanson en mix jazz avec un harmonica. Une introduction parlée est également ajoutée avant le premier couplet.

## Interprétations scéniques
Bien que Can't Take That Away (Mariah's Theme) ne soit pas complètement un single, Carey attache beaucoup d'importance à cette chanson et interprète la chanson lors de nombreuses apparitions télévisées. La première prestation de Carey remonte à The Today Show le 2 novembre 1999 sous forme de mini-concert au Rockefeller Center à New York. Après The Today Show, Carey interprète la chanson aux Blockbuster Entertainment Awards en 2000 où elle est artiste invitée. Après la sortie de Against All Odds (Take a Look at Me Now), le dernier single de l'album, Carey chante les deux chansons à The View mi-2000. Le 30 octobre 1999, Carey filme un concert privé à son ancienne université à Huntington. Ce concert est diffusé sur la chaîne Fox Broadcasting Company sous le nom Mariah Carey Homecoming Special en décembre de la même année. En plus de ces apparitions télévisées, la chanson fait partie de la tournée Rainbow World Tour, qui coïncide avec la parution de Rainbow et Charmbracelet World Tour en 2002-2003.

## Versions
| CD single européen 1. Can't Take That Away (Mariah's Theme) (Radio Edit) 2. Can't Take That Away (Mariah's Theme) (Morales Club Mix Edit) CD maxi-single européen 1. Can't Take That Away (Mariah's Theme) (Album Version) 2. Can't Take That Away (Mariah's Theme) (Morales Club Mix) 3. Can't Take That Away (Mariah's Theme) (Morales Revival Triumphant Mix) 4. Can't Take That Away (Mariah's Theme) (Morales Instrumental) | CD single japonais/É.U. 1. Can't Take That Away (Mariah's Theme) 2. Crybaby 3. Heartbreaker/Love Hangover CD maxi-single É.U 1. Can't Take That Away (Mariah's Theme) (Album Version) 2. Can't Take That Away (Mariah's Theme) (Morales Club Mix) 3. Can't Take That Away (Mariah's Theme) (Morales Revival Triumphant Mix) 4. Can't Take That Away (Mariah's Theme) (Morales Instrumental) |

## Crédits
Crédits issus de l'album Rainbow.
| - Mariah Carey – coproducteur, écriture, chant - Diane Warren – auteur - Jimmy Jam et Terry Lewis – coproducteur - Shockley – batterie - Merilee Klemp – hautbois - Mike Scott – guitare - Daryl Skobba – violoncelle - Joshua Koestenbaum – violoncelle - Alice Preves – alto - Tamas Strasser – alto - Brenda Mickens – violon | - David Mickens – violon - Elizabeth Sobieski – violon - Elsa Nilsson – violon - James Riccardo – violon - John Kennedy – violon - Michal Sobieski – violon - Thomas Kornacker – violon - Steve Hodge – mixage - Dana Jon Chappelle – ingénieur - Bob Ludwig – mastering |

## Classements
| Pays                                           | Position |
| ---------------------------------------------- | -------- |
| Belgique (Fr)                                  | 40       |
| Canada                                         | 4        |
| Pays-Bas                                       | 65       |
| États-Unis Billboard Hot Dance Music/Club Play | 6        |

## Compléments